# Stadtkirche Aalen

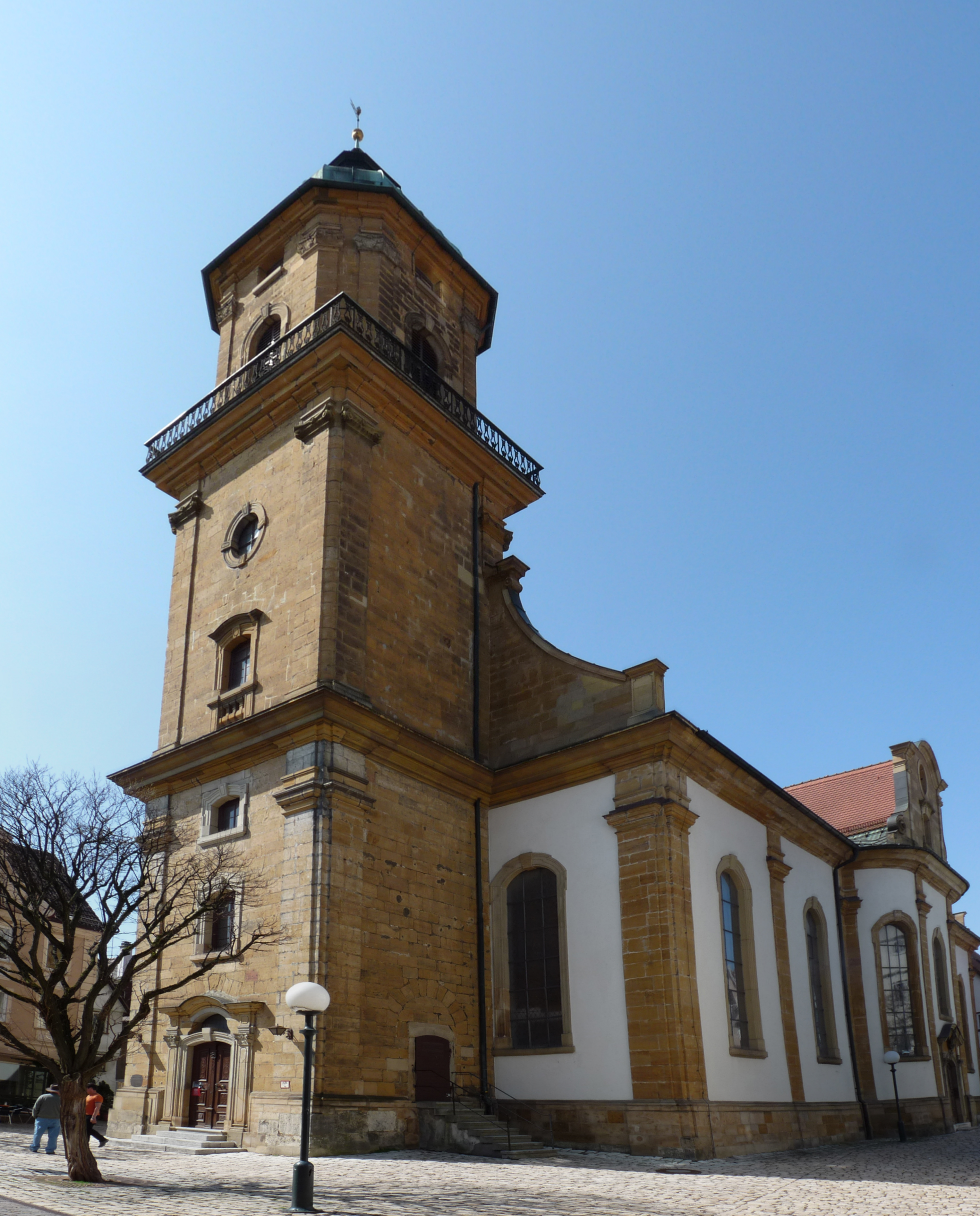
Die Aalener Stadtkirche

Die Stadtkirche St. Nikolaus ist eine evangelische Kirche im baden-württembergischen Aalen. Sie ist ein Kulturdenkmal.

## Geschichte
Die heutige Aalener Stadtkirche ist vermutlich der dritte Bau an dieser Stelle im Herzen der Aalener Altstadt. Das erste Bauwerk war eine dem Heiligen Nikolaus geweihte frühgotische Kapelle. Als Aalen 1360 Reichsstadt wurde, war diese Kapelle bereits durch die 1340 erstmals erwähnte Pfarrkirche St. Nikolaus ersetzt worden. Der ursprünglich direkt an dieser Kirche gelegene Friedhof wurde aus Platzgründen vor die Tore der Stadt zur Johanniskirche verlagert.
Im Rahmen der erst 1575 möglichen Einführung der Reformation in Aalen durch Jakob Andreae wurde der erste protestantische Gottesdienst in Aalen am 29. Juni 1575 gehalten. Überliefert ist von Jakob Andreae eine spätere Kirchweihpredigt vom 25. September 1586. Von damals bis zum Beginn der Industrialisierung war Aalen eine rein evangelische Stadt. Im Dreißigjährigen Krieg setzten nach der Schlacht bei Nördlingen zurückziehende, mit Schweden verbündete Truppen zwei Pulverwagen in Brand. Der dadurch ausgelöste Stadtbrand zerstörte die Kirche und große Teile der Stadt.
Nach dem Brand von 1634 wurde die Kirche in den Jahren 1648/49 notdürftig wieder aufgebaut. An der Prescher-Orgel der Kirche spielte auch der junge Christian Friedrich Daniel Schubart, dessen Vater Kantor in Aalen war.

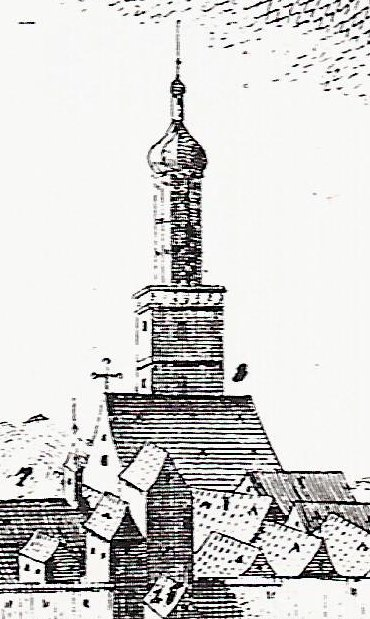
Kirche und Turm vor dem Einsturz (um 1730)

Zur größeren Sicherheit der Stadt wurde der Turm später noch einmal um elf Meter aufgestockt und erreichte damit eine Höhe von ca. 46 m (160 Schuh). Weil die Fundamente für solche Last nicht ausgelegt waren, zeigten sich ab 1760 zunehmende Schäden am Turm; der beauftragte Baumeister sah sich jedoch nicht in der Lage, diese auszubessern. Der Turm brach am Pfingstdienstag, dem 28. Mai 1765, um 8:45 Uhr zusammen und beschädigte das Kirchenschiff und den Chor schwer, kurz bevor die versammelten Aalener Ratsherren die Schäden in Augenschein nehmen wollten. Kruzifix, Altar, Kanzel und Orgel blieben im Chor unbeschädigt. Auch in der Lateinschule (heute Café Rambazamba), die direkt neben der Kirche stand, drangen Steine durch die Fenster ein. Bei dem Unglück wurden zwei Kinder des Turmwärters getötet.

## Heutiger Bau

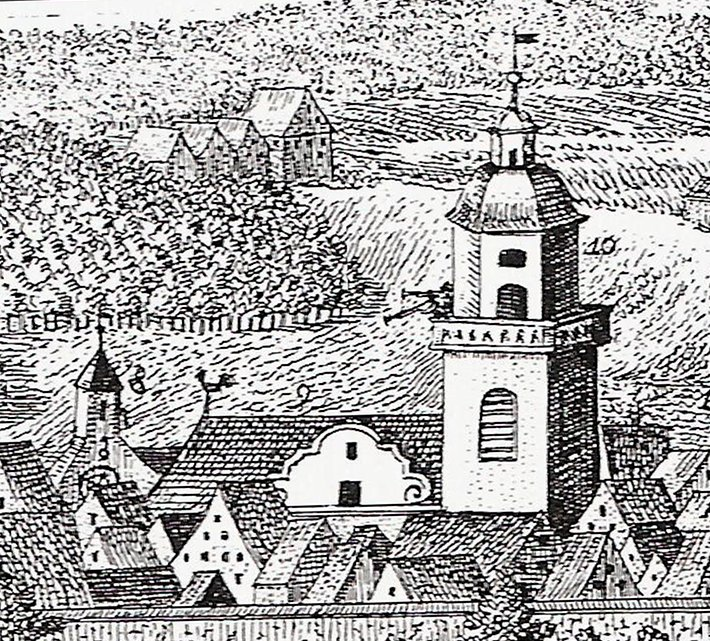
Kirche und Neubau des Turms (um 1790)

Der Einsturz des Turmes bedingte 1765–1767 einen völligen Neubau. Dabei entstand eines der seltenen Beispiele eines protestantischen Kirchenraumes in den Formen des Barock. Nach dem Entwurf des württembergischen Landbaumeisters Johann Adam Groß des Jüngeren schuf Baumeister Johann Michael Keller der Jüngere eine barocke Quersaalanlage. Ein vergleichbares Bauwerk ist die Stephanuskirche in Alfdorf, die nach dem Aalener Vorbild, ebenfalls von Keller, erbaut wurde. Beide Kirchen können nach neuestem Forschungsstand jedoch nicht mehr als frühe und seltene Beispiele württembergischer Querkirchen eingestuft werden.
Der Raum hat eine Grundfläche von 36 m × 16 m. Mit einer lichten Höhe von 11 m haben in der Kirche 550 Personen im Schiff und 300 Personen auf den Emporen Platz.
Obwohl die Kirche, wie ihre Vorgängerbauten, dem Hl. Nikolaus geweiht ist, wird im Gemeindeleben ausschließlich die Bezeichnung Stadtkirche verwendet. Auch auf Stadtplänen und in den Medien findet sich der Bau nur unter diesem Namen.
2014 wurde die Kirche saniert.

## Ausstattung

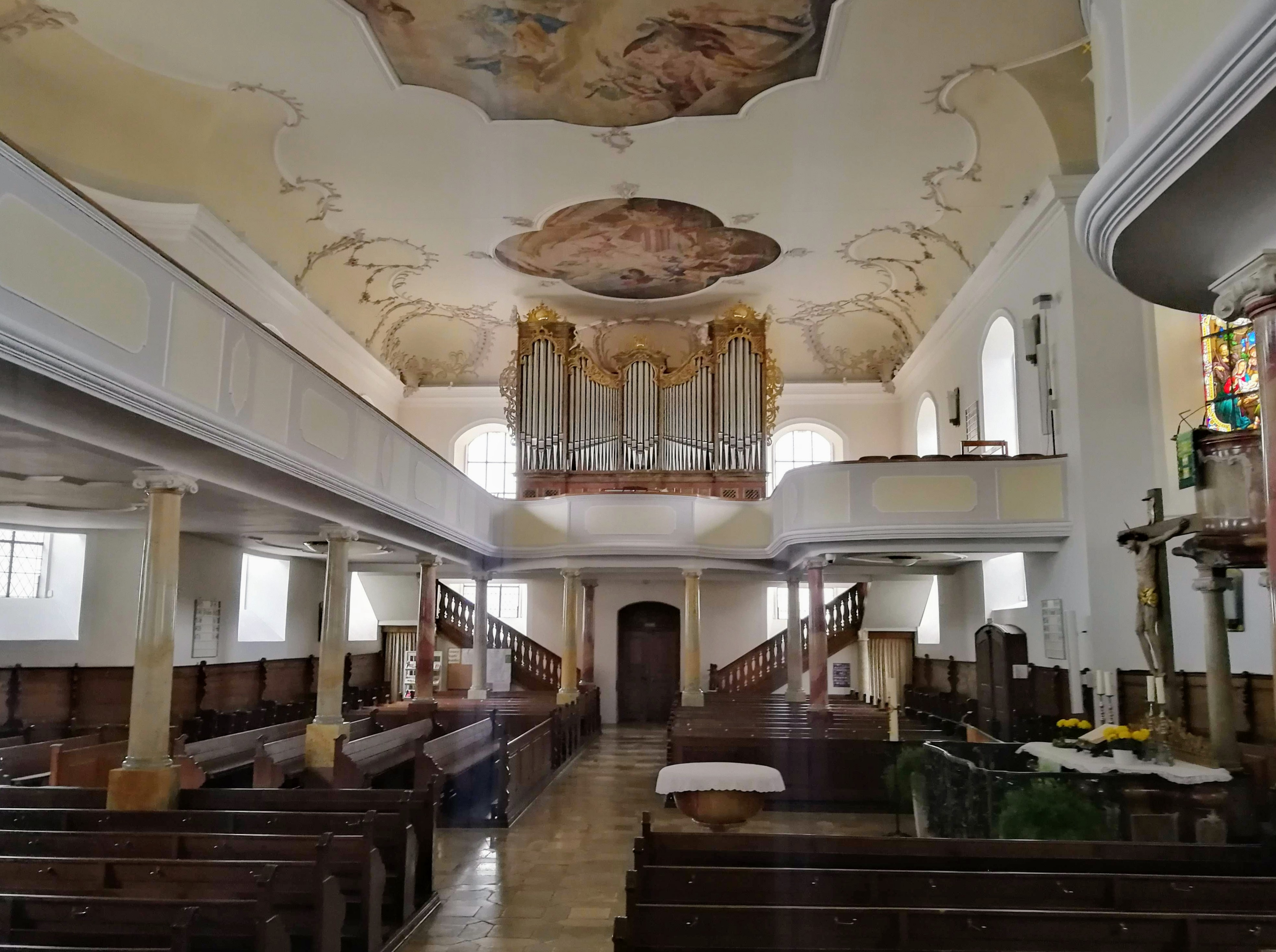
Innenraum

An Kunstgegenständen ist die Stadtkirche mit einer Altar-Kanzel-Gruppe und einem Kanzeldeckel mit auferstehendem Christus von Thomas Schaidhauf ausgestattet. Das Altarkreuz aus dem 16. Jahrhundert stammt aus der Vorgängerkirche. Bemerkenswert ist das mit dem Stadtwappen geschmückte Altargitter. Die Decke des Saalraumes ist mit drei Fresken von Anton Wintergerst bemalt: in der Mitte das Jüngste Gericht, links und rechts davon die Auferstehung und die Himmelfahrt Christi.

### Glasmalerei
Obwohl die Ausstattung einer Kirche mit Glasgemälden in der Barockzeit zugunsten sonstiger Raumdekoration völlig unüblich war, wurden zum Ende des Historismus im Jahre 1896 von Christian Burckhardt jun. in der elterlichen Herzoglich-Bayerischen Hofglasmalerei München entsprechende Fenster geschaffen. Zwei Fenster links und rechts hinter der Kanzel zeigen Christi Geburt und Himmelfahrt (lange Zeit verwahrt im Stadtarchiv Aalen, seit 2016 restauriert und wieder eingebaut). In der Sakristei zeigen vier Fenster Brustbilder der Reformatoren Martin Luther, Johannes Brenz (dem Reformator der Reichsstadt Schwäbisch Hall) und Jacob Andreae (Kanzler der Universität Tübingen, der 1575 in Aalen die erste evangelische Predigt gehalten hatte), sowie des Aalener Stadtschreibers Johannes Preu, der die Reichsstadt Aalen zur Reformation geführt hatte. Das restaurierte Preu-Fenster befindet sich elektrisch hinterleuchtet seit 2004 im Turm-Eingang.

### Orgel

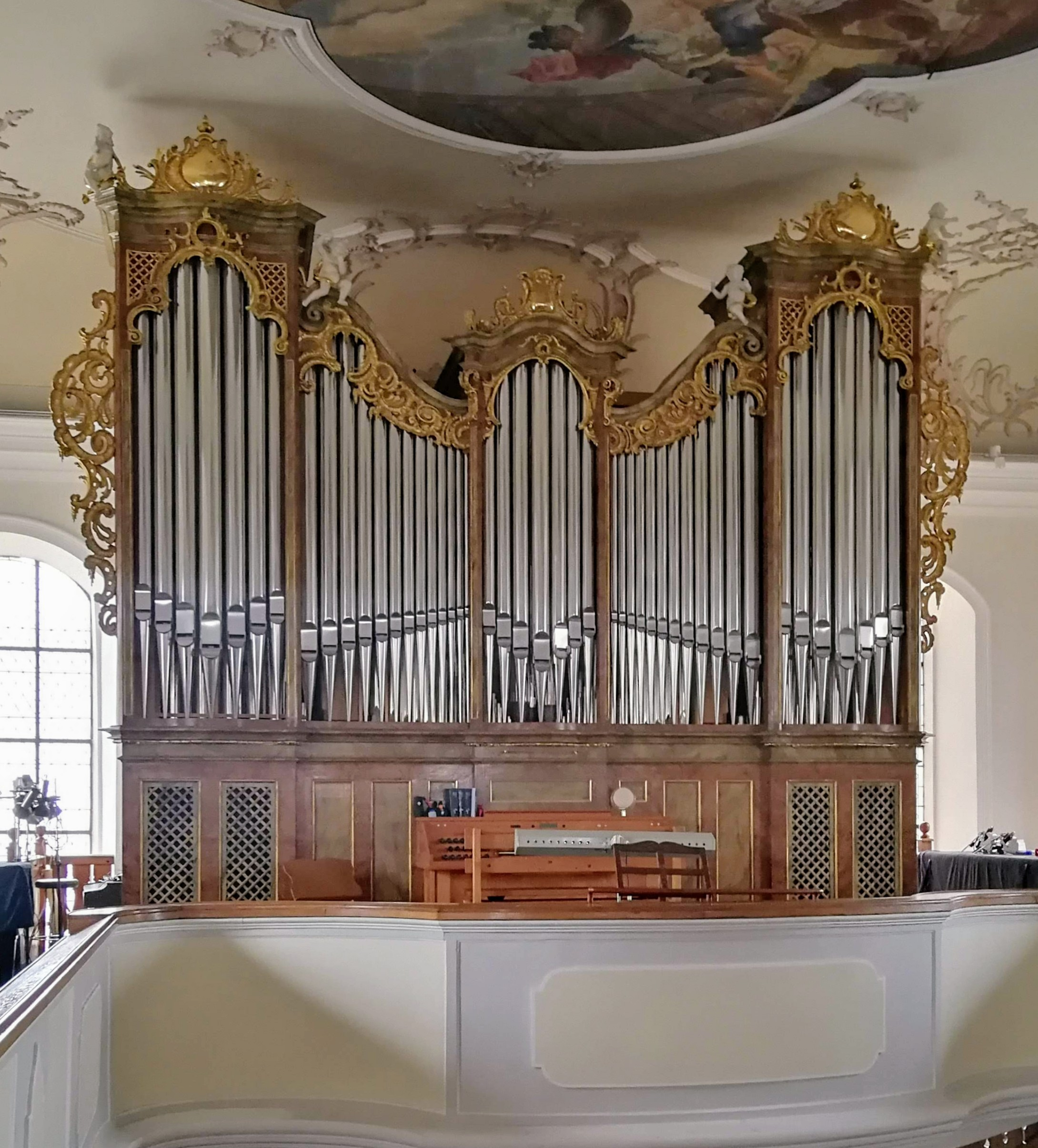
Rieger-Orgel

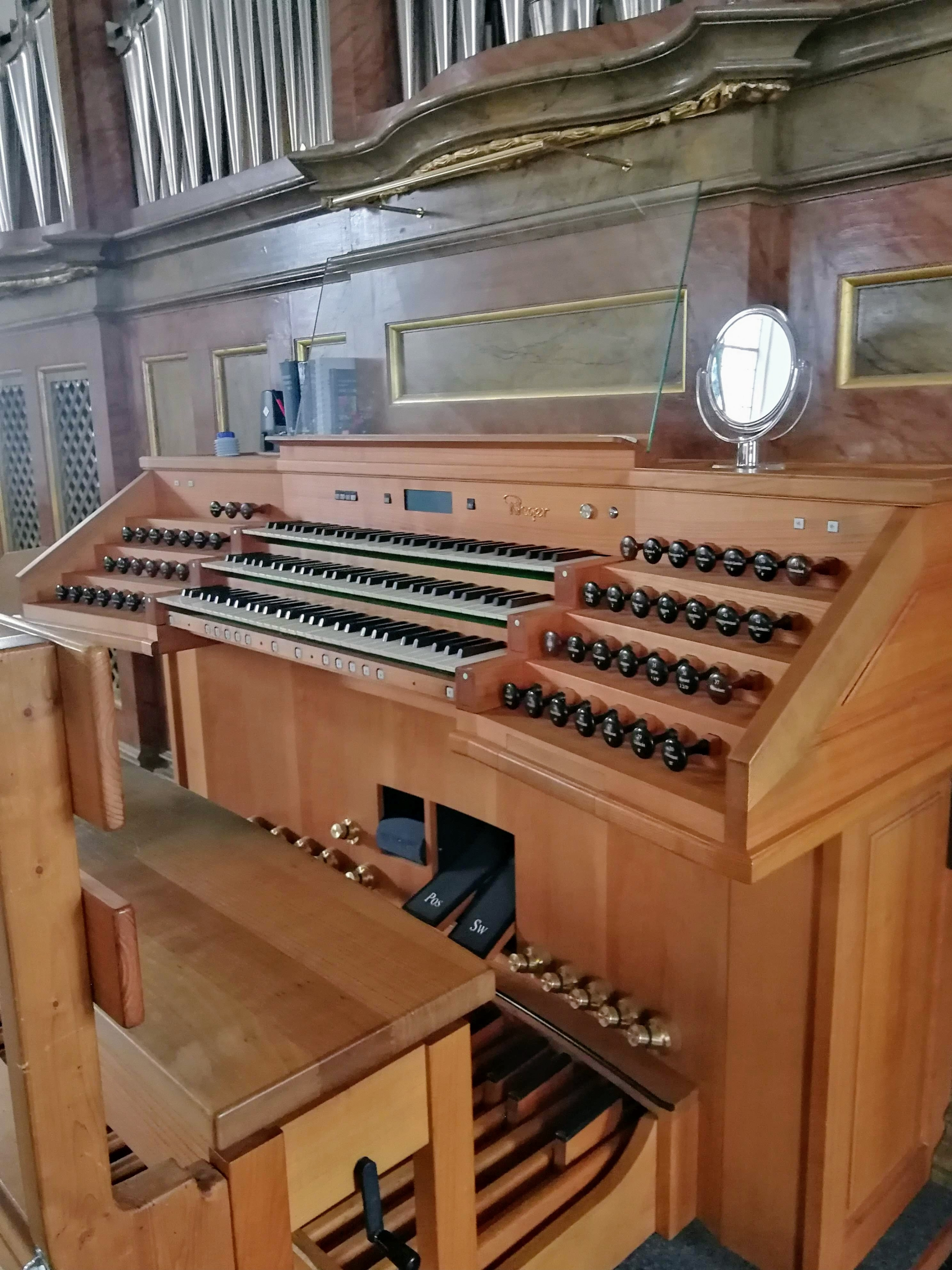
Spieltisch der Orgel

Die Kirche verfügt über eine Orgel der vorarlbergischen Firma Rieger Orgelbau, die zu Ostern 2009 eingeweiht wurde.
| I Hauptwerk C–c4 |                 |     |
| 1.               | Montre          | 16′ |
| 2.               | Principal       | 8′  |
| 3.               | Flûte harm.     | 8′  |
| 4.               | Violoncelle     | 8′  |
| 5.               | Octave          | 4′  |
| 6.               | Superoctave     | 2′  |
| 7.               | Mixtur V        | 2′  |
| 8.               | Tromba aalensis | 8′  |

| II Positiv expressif C–c4 |            |        |
| 9.                        | Principal  | 8′     |
| 10.                       | Salicional | 8′     |
| 11.                       | Gedackt    | 8′     |
| 12.                       | Principal  | 4′     |
| 13.                       | Rohrflöte  | 4′     |
| 14.                       | Nazard     | 2 ⁄3′  |
| 15.                       | Pfeifle    | 2′     |
| 16.                       | Tertia     | 1 3⁄5′ |
| 17.                       | Scharff IV | 1 ⁄3′  |
| 18.                       | Basson     | 16′    |
| 19.                       | Trompette  | 8′     |
| 20.                       | Clarinette | 8′     |
|                           | Tremulant  |        |

| III Schwellwerk C–c4 |                 |       |
| 21.                  | Liebl. Gedeckt  | 16′   |
| 22.                  | Geigenprincipal | 8′    |
| 23.                  | Holzflöte       | 8′    |
| 24.                  | Viola de Gambe  | 8′    |
| 25.                  | Voix céleste    | 8′    |
| 26.                  | Flûte oct.      | 4′    |
| 27.                  | Fugara          | 4′    |
| 28.                  | Carillon I-III  | 2 ⁄3′ |
| 29.                  | Flautino        | 2′    |
| 30.                  | Trompette       | 8′    |
| 31.                  | Hautbois        | 8′    |
| 32.                  | Clairon         | 4′    |
|                      | Tremulant       |       |

| Pedal C–g1 |               |     |
| 33.        | Principalbass | 16′ |
| 34.        | Subbass       | 16′ |
| 35.        | Violon dolce  | 16′ |
| 36.        | Octavbass     | 8′  |
| 37.        | Gedecktbass   | 8′  |
| 38.        | Cello dolce   | 8′  |
| 39.        | Octave        | 4′  |
| 40.        | Posaune       | 16′ |
| 41.        | Trompete      | 8′  |

- Koppeln:
  - Normalkoppeln: II/I, III/I, I/P, II/P, III/P
  - Superoktavkoppel: II/P
  - Suboktavkoppel: III/III
- Spielhilfen: 10× 1000-fache Setzeranlage, vier programmierbare Registercrescendi

### Glocken
Im Turm der Stadtkirche hängt ein vierstimmiges Glockengeläut, das im Jahr 1949 von der Glockengießerei Grüninger, damals in Straß bei Ulm, gegossen wurde. Die Glocken und ihre Schlagtöne sind: die Sonntagsglocke (des′), die Betglocke (f′), die Kreuzglocke (as′) und die Taufglocke (b′). Darüber hinaus befindet sich in der Dachlaterne des Turms die frühere Feuerglocke der Stadt, gegossen 1598 von Wolfgang Neidhardt (Schlagton: a′′).
Aus dem früheren Geläut der Kirche mussten 1917 während des Ersten Weltkriegs drei Glocken zwangsweise abgeliefert werden, die 1922 durch neu gegossene Glocken von Heinrich Kurtz aus Stuttgart ersetzt wurden. Von diesen mussten während des Zweiten Weltkriegs 1942 erneut drei abgeliefert werden; eine vierte Glocke aus dem Geläut wurde 1949 mit der Neubeschaffung der heutigen Glocken abgegeben.

## Turmblasen
Bereits seit der Reformation besteht die Tradition des Turmblasens vom Turm der Stadtkirche, beginnend noch mit dem Vorgängerbau der heutigen Kirche. Unterbrechungen erfuhr der Brauch nach dem Stadtbrand 1634 sowie nach dem Einsturz des damaligen Kirchturmes 1765. Ab 1687 war ein professioneller Turmbläser engagiert. In heutiger Zeit spielen Mitglieder der Jugendkapelle Aalen weiterhin jeden Tag einen Choral nacheinander in alle vier Himmelsrichtungen; werktags um 18:00 Uhr, samstags um 11:45 Uhr zur Marktzeit sowie an Feiertagen um 8:30 Uhr.